# Jacqueline Roque
Jacqueline Roque (24 februari 1927 – Mougins, 15 oktober 1986) was de tweede echtgenote van Pablo Picasso. Ze stond frequent model voor hem. Picasso bracht de laatste 20 jaar van zijn leven met Jacqueline Roque door. In die tijd creëerde hij meer dan 400 portretten van haar. Ze hadden geen kinderen. Het leeftijdsverschil tussen Roque en Picasso bedroeg 46 jaar.

## Biografie
Jacqueline Roque was eerder getrouwd geweest. Uit haar eerste huwelijk had ze een dochter, Catherine Hutin-Blay. Voordat ze Picasso ontmoette, was ze verkoopster bij keramiekatelier Madoura in Vallauris, waar Picasso's keramische werken werden gecreëerd. Nadat Pablo Picasso en Françoise Gilot uit elkaar waren, begonnen ze hun relatie. Ze trouwden in Vallauris op 2 maart 1961.
Jacqueline Roque begon rond mei 1954 te verschijnen in de schilderijen van Picasso. Deze portretten worden gekenmerkt door een overdreven nek en een katachtig gezicht en verstoringen van de gelaatstrekken van Roque. Uiteindelijk werden haar donkere ogen en wenkbrauwen, hoge jukbeenderen en klassiek profiel symbolen in zijn schilderijen. Het is waarschijnlijk dat een serie van Picasso's schilderijen afgeleid van Eugène Delacroix' De vrouwen van Algiers werd geïnspireerd door de schoonheid van Roque. In 1955 tekende hij Jacqueline als "Lola de Valence", een verwijzing naar Édouard Manets schilderij van de Spaanse danseres. In 1963 schilderde hij haar portret 160 keer en bleef haar, in steeds verder geabstraheerde vormen, tot 1972 schilderen.
Jacqueline Roque doodde zichzelf met een geweer in Mougins, dertien jaar na de dood van Picasso.